# Artur Wichniarek
Artur Mikołaj Wichniarek (Poznań, 28 de fevereiro de 1977) é um ex-futebolista polonês que atua como atacante.

## Carreira

### Na Polônia
Wichniarek iniciou sua carreira profissional em 1992, no Lech Poznań, principal clube de sua cidade. Com 19 anos, foi cedido por empréstimo ao Aluminium/Górnik Konin. Jogou também no Widzew Łódź até 1999, quando foi contratado pelo modesto Arminia Bielefeld.

## Onze anos na Alemanha
A contrataação de Wichniarek pelo Arminia, em 1999, iniciou uma trajetória de onze anos do atacante no futebol germânico. Na primeira passagem pelo clube azul e branco, foram 101 partidas e 50 gols marcados. Este desempenho levou o Hertha Berlim a contratá-lo em 2003.
A passagem de Wichniarek pelo clube da capital, no entanto, não foi tão produtia quanto no Arminia; foram 44 partidas e quatro gols. O atacante regressou aos Die Arminen em 2006, se consolidando como uma das principais peças de ataque do clube.
Depois de três anos, Król Artur deixou de vez o Arminia em 2009, tendo atuado em 111 jogos e marcado 33 gols. Wichniarek retornou ao Hertha em meados de 2009, mas não teve sucesso.

## Retorno à Polônia

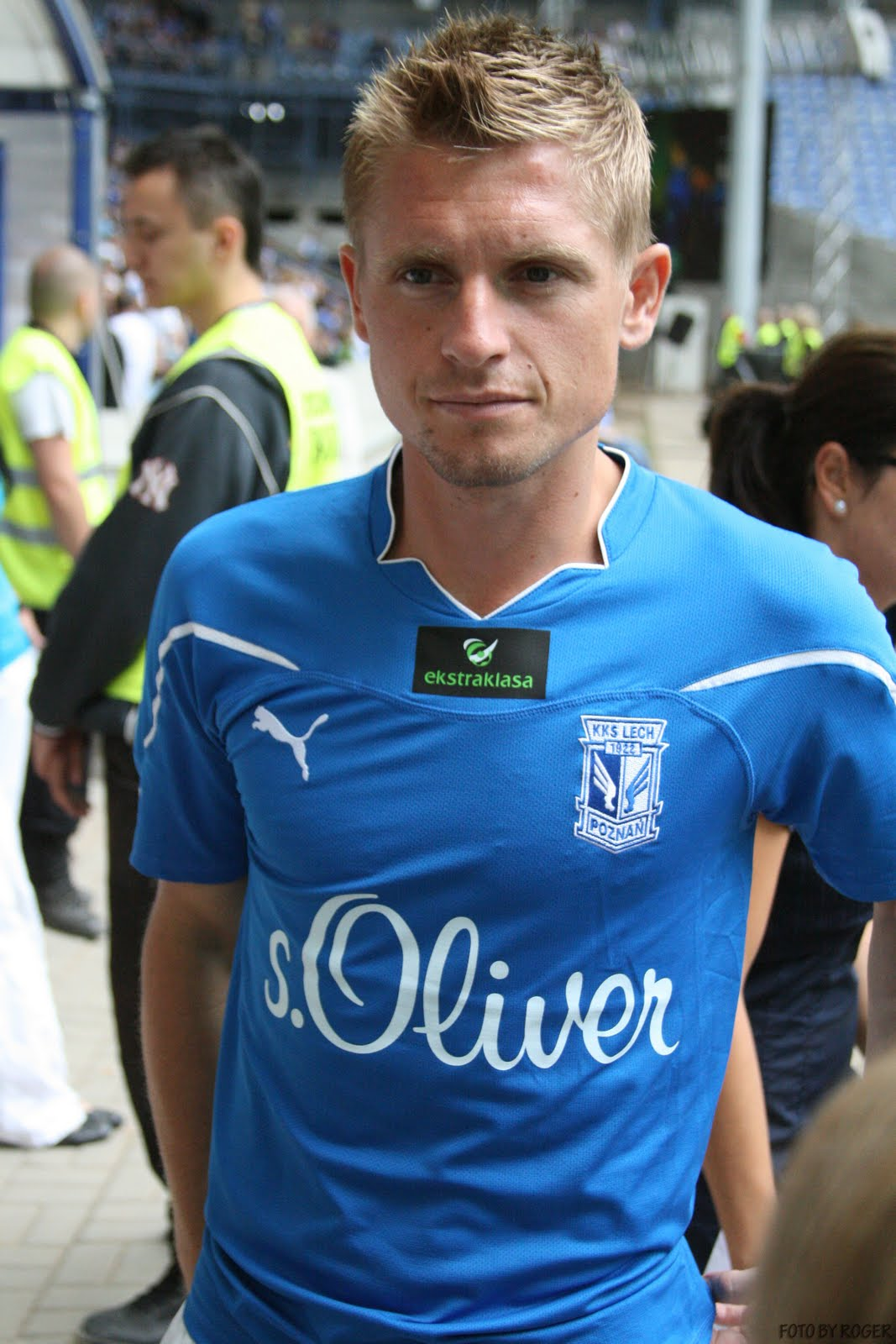
Wichniarek com a camisa do Lech,
em 2010

Onze anos depois de sua última partida por um clube de seu país, Wichniarek "voltou às origens" e regressou ao Lech, em 30 de junho de 2010. Mas sua segunda passagem pelos Ferroviários foi um retumbante fracasso: apenas sete partidas, nenhum gol marcado. 2010 foi o segundo ano seguido em que o atacante não consegue balançar as redes.

## Nova chance na Alemanha
Após a fracassada volta ao Lech, Król Artur voltou ao futebol alemão, desta vez no inexpressivo Ingolstadt 04, que disputa a 2. Fußball-Bundesliga, a segunda divisão alemã. Entretanto, ele ainda não conseguiu se firmar nos Die Schanzer.

## Seleção Polonesa
Wichniarek jogou por nove anos pela Seleção Polonesa (1999-2008). Era cogitada sua presença entre os convocados para a Copa de 2002, mas ele não foi lembrado pelo técnico Jerzy Engel.